# Monkey Island 2: LeChuck's Revenge
Pour les articles homonymes, voir Mi2.
Monkey Island 2: LeChuck's Revenge (en français, La Revanche de LeChuck) est un jeu vidéo d'aventure graphique de type pointer-et-cliquer développé et publié par LucasArts sur PC en décembre 1991 puis sur Amiga et Macintosh en 1992. Le jeu fait suite à The Secret of Monkey Island et se déroule dans une version imaginaire des Caraïbes pendant la grande époque de la piraterie. Le joueur incarne le personnage de Guybrush Threepwood et doit explorer quatre îles imaginaires et résoudre des énigmes pour avancer dans le jeu. Comme le premier épisode de la série, LeChuck's Revenge  est conçu par Ron Gilbert avec l’aide de Tim Schafer et de Dave Grossman. Le jeu s’inspire du roman Sur des mers plus ignorées de Tim Powers ainsi que de l’attraction Pirates of the Caribbean de Disneyland. Basé sur la même version du moteur SCUMM que son prédécesseur, il bénéficie de ses améliorations ainsi que de quelques nouveautés, dont notamment l’intégration du système iMUSE, développé par Michael Land et Peter McConnell, qui permet de synchroniser les pistes audio avec les événements se déroulant dans le jeu.
À sa sortie, LeChuck's Revenge est très bien accueilli par la presse spécialisée qui met en avant son humour, ses effets sonores et son système de jeu. Rétrospectivement, il reste considéré comme un des meilleurs jeux d’aventure de tous les temps. Malgré le départ de Ron Gilbert, LucasArts continue ensuite de surfer sur le succès de la série. La création d’une première suite est ainsi confiée aux créateurs de Full Throttle, Jonathan Ackley et Larry Ahern. Ce troisième volet, intitulé The Curse of Monkey Island, est ainsi publié en  1997 et bénéficie d’un nouveau moteur de jeu. Deux autres épisodes, Escape from Monkey Island et Tales of Monkey Island, viennent ensuite compléter la série.
Comme son prédécesseur, le jeu est réédité en 2010 sous la forme d’une édition spéciale disponible sur iPhone, iPad, Windows, Mac OS X, PlayStation 3 et Xbox 360.

## Trame

### Univers
Monkey Island 2: LeChuck's Revenge se déroule au XVIe siècle dans une version imaginaire des Caraïbes, créée par Ron Gilbert en 1988, pendant la grande époque de la piraterie,. Le jeu commence dans l’unique ville de l'île de Scabb, un port fait d’épaves de navires et abritant un bar, un charpentier, un pressing et un hôtel. Sur la côte se trouve également un restaurant, aujourd’hui abandonné, et dans les marais se cache l’un des repaires de Lady Vaudou. Autrefois considéré comme un paradis pour les pirates, Scabb est maintenant menacé par un embargo imposé par Largo LaGrande, l’ancien bras droit du pirate LeChuck. Après avoir vaincu Largo et fait lever l’embargo, le joueur peut librement explorer les îles de Phatt et de Booty. La première est sous le contrôle du gouverneur Phatt qui, depuis son immense manoir, fait régner l’ordre d’une main de fer sur l’ensemble de l’île. Outre sa ville et son manoir, l’île abrite un cottage construit sur un îlot auquel on peut accéder via un passage secret. La seconde est sous la juridiction du gouverneur Elaine Marley et est le théâtre de nombreuses fêtes, Mardi gras y étant célébré tout au long de l’année. Outre sa cité et ses commerces, comme la boutique de cercueils de Stan, Booty abrite la résidence du gouverneur, située sur une petite île au nord-ouest, ainsi qu'un arbre-maison servant d'observatoire. Après avoir reconstitué la carte qui y mène, l’aventure se poursuit sur l’île de Dinky, une petite île tropicale célèbre pour abriter le plus grand trésor de tous les temps, le Big Whoop. Celle-ci est habitée par Herman Toothrot et est reliée à l’île aux Singes par un réseau de souterrains.

### Personnages
Les trois personnages principaux du jeu sont Guybrush Threepwood, Elaine Marley et LeChuck. Le joueur incarne Guybrush, un jeune homme maladroit et malchanceux rêvant de devenir pirate. Après avoir réalisé son rêve, avoir triomphé du pirate fantôme LeChuck et avoir sauvé la gouverneur Elaine Marley, celui-ci passe maintenant son temps à raconter ses aventures à la taverne de l'île de Mêlée. Son public finit cependant par se lasser et Guybrush décide de partir à la recherche du mythique trésor du Big Whoop,. Dans sa quête, Guybrush retrouve Elaine Marley, dont la juridiction s’étend jusqu’à l’île de Booty, mais également LeChuck que son ancien bras droit – Largo LaGrande – est parvenu à ressusciter. Au cours de son aventure, Guybrush rencontre un certain nombre de personnages secondaires. Lady Vaudou est un personnage récurrent de la série qui occupe maintenant une boutique cachée dans les marais de l’île de Scabb, où elle pratique l’art du vaudou et la divination. Stan est également un personnage récurrent de la série. Il est maintenant propriétaire d’un magasin de cercueils neufs ou d’occasion sur l’île de Booty et tente toujours d’arnaquer ses clients. Guybrush fait également la connaissance du cartographe Wally qui l’aide à reconstituer la carte de l’île de Dinky avant de se faire enlever par LeChuck. Enfin, sur l’île de Dinky, Guybrush retrouve également le naufragé Herman Toothrot qui passe maintenant son temps à méditer,.

### Scénario
La première partie du jeu est un flashback dans lequel Guybrush Threepwood raconte à Elaine Marley comment il s'est retrouvé dans sa situation actuelle. Celui-ci commence alors que Guybrush explique à deux pirates comment il a défait LeChuck. Il leur révèle également qu’il souhaite se procurer un navire afin de partir à la recherche du trésor de Big Whoop mais les pirates lui expliquent que Largo LaGrande, l’ancien bras-droit de Lechuck, a placé l’île de Scabb sous embargo et qu’aucun navire ne peut la quitter. À l’aide d’une poupée vaudou fabriquée par Lady Vaudou, Guybrush parvient à vaincre Largo et à faire lever l’embargo. Celui-ci parvient cependant à lui dérober la barbe de LeChuck, que Guybrush gardait comme un trophée, qu'il utilise pour ressusciter son ancien patron. Lady Vaudou révèle alors à Guybrush que le trésor de Big Whoop est également la clé vers une autre dimension qui lui permettrait d’échapper définitivement à LeChuck. Elle lui offre également un livre dans lequel il apprend l’existence d’une carte au trésor, divisée en quatre fragments, qui indique l'emplacement du trésor. Après de longues recherches, Guybrush parvient à réunir la carte, qu'il confie à Wally, le cartographe, afin qu’il la déchiffre. Ce dernier est cependant enlevé par LeChuck et afin de le délivrer, Guybrush s’embarque alors dans un chargement de matériel vaudou en partance pour la forteresse de LeChuck. Accompagné de Wally, il parvient finalement à s’échapper et rejoint l’île de Dinky où il retrouve Toothrot. Grâce au perroquet de celui-ci, Guybrush trouve l’endroit où est enfoui Big Whoop puis le déterre à coup de dynamite. Depuis l’île de Booty, Elaine Marley entend l’explosion puis rejoint Guybrush près du trésor,.
Lorsque le flashback se termine, le joueur retrouve Guybrush et Elaine accrochés au bout d'une corde. Alors qu'il termine de raconter son histoire, la corde de Guybrush se casse et il tombe dans une caverne artificielle. Il croise alors LeChuck qui le poursuit à travers les tunnels. Au cours de la poursuite, Guybrush fait un certain nombre de découvertes surprenantes, dont les restes de ses parents, un ascenseur vers l’île de Mêlée et les infrastructures d’un parc d’attraction. Il réussit finalement à fabriquer une poupée vaudou de LeChuck et parvient à l'immobiliser en lui coupant les jambes. Ainsi mutilé, LeChuck demande à Guybrush de lui retirer son masque, faisant apparaître que le pirate zombie n'est autre que son frère Chuckie. La réunion des deux frères est alors interrompue par un inconnu qui leur explique que les enfants ne sont pas autorisés ici-bas. Les deux frères, ayant repris leurs apparences d’enfants, sortent alors du tunnel et retrouvent leurs parents dans le parc d’attraction de Big Whoop. Alors que la famille s’apprête à faire un tour de manège, Chuckie se tourne vers l’écran et le joueur peut observer la magie vaudou illuminant ses yeux,. Après le générique, une scène montre Elaine devant le trou creusé du trésor se demandant si LeChuck a lancé un sort à Guybrush.

## Système de jeu
Monkey Island 2: LeChuck's Revenge est un jeu d'aventure en 2D se jouant en vue à la troisième personne. Via une interface en pointer-et-cliquer, le joueur dirige Guybrush Threepwood et doit résoudre des énigmes pour avancer dans le jeu. Le joueur peut interagir avec son environnement en utilisant différentes commandes verbales comme la commande « parler à » qu'il peut utiliser pour communiquer avec un personnage. Lorsqu'il discute avec un personnage, le joueur peut choisir plusieurs sujets de discussion qui sont listés dans un « arbre de discussion ». L'action du jeu est fréquemment interrompue par des scènes cinématiques, des séquences animées non-interactive fournissant au joueur des informations concernant la personnalité des personnages ou permettant de faire avancer l'histoire. Comme dans le premier épisode de la série, les concepteurs ont rendu la mort du personnage principal quasiment impossible et ont essayé d'éviter les situations « cul-de-sac » dans lesquelles le joueur ne peut plus avancer.

## Développement

### Équipe de développement

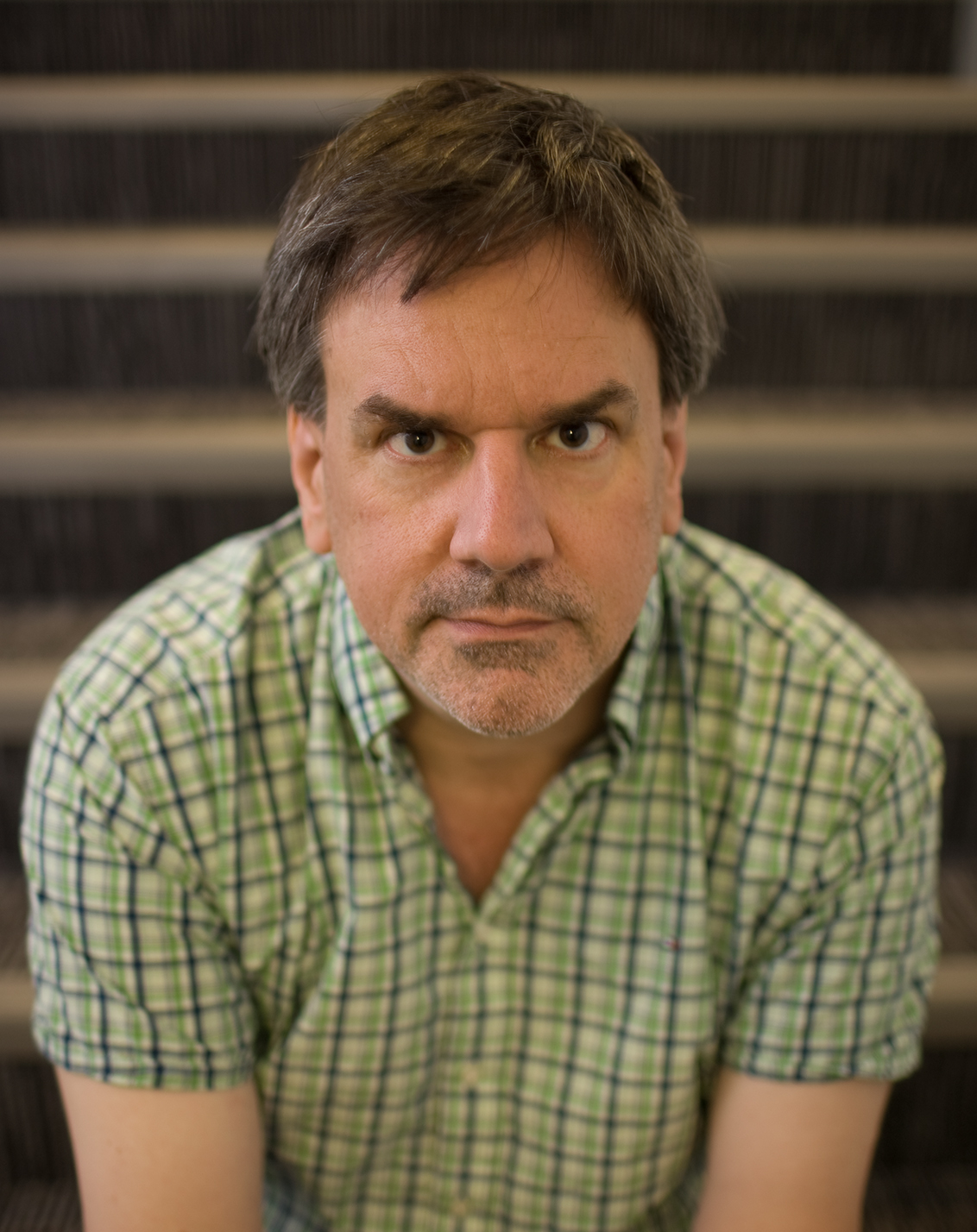
Ron Gilbert, le créateur du jeu.

Comme pour The Secret of Monkey Island, la conception du jeu est supervisée par Ron Gilbert. L'équipe de développement reste globalement identique à celle de son prédécesseur, Tim Schafer et Dave Grossman étant à nouveau associés au projet pour l'écriture du scénario, des dialogues et pour la programmation. Le développement du jeu débute un mois après le lancement en production de son prédécesseur alors que les développeurs ne savent pas encore si celui-ci a rencontré le succès escompté.
- Producteur : Shelley Day
- Concepteur : Ron Gilbert
- Programmation et scénario : Dave Grossman, Tami Borowick, Tim Schafer et Brett Barrett
- Artistes : Steve Purcell, Peter Chan, Sean Turner et James Dollar
- Animations : Steve Purcell, Sean Turner, Larry Ahern, Mike McLaughlin, Peter Chan et Ken Macklin
- Musique : Michael Land, Peter McConnell et Clint Bajakian[13]

### Influence
L'univers de la série, et notamment ses éléments paranormaux, s’inspirent du roman Sur des mers plus ignorées... de Tim Powers. D'après Ron Gilbert, les romans de Powers ont également eu une influence sur certains personnages comme Guybrush et LeChuck. Pour l’ambiance du jeu, Gilbert s’inspire principalement de l'attraction Pirates of the Caribbean de Disneyland qui était sa préférée lorsqu'il était enfant. Le jeu contient ainsi un certain nombre de références au parc d’attraction, notamment dans la scène de la prison, où le héros appâte un chien avec un os, ou les tunnels de la partie finale du jeu.

### Conception
LeChuck's Revenge est le sixième jeu développé par Lucasfilm Games utilisant le moteur SCUMM créé par Ron Gilbert pour Maniac Mansion. Dans le cadre des développements suivants, celui-ci est peu à peu amélioré par son créateur. Ainsi, afin de simplifier l’interface de The Secret of Monkey Island, le moteur de jeu se voit doté d’un arbre de dialogue et de nombreuses commandes sont automatisées. Par exemple la commande « qu'est-ce que c'est », qui permet d’obtenir la description d’un objet, est remplacée par un système affichant cette description lorsque le pointeur de la souris passe sur l’objet, tandis que la commande « parler » s’active par défaut lorsque le joueur clique sur un personnage,. Basé sur la même version du moteur de jeu que son prédécesseur, LeChuck's Revenge bénéficie de ces améliorations ainsi que de quelques nouveautés, notamment l’intégration d’une nouvelle technique de synchronisation audio. Ce titre est en effet le premier jeu vidéo à utiliser le système iMUSE, développé par Michael Land et Peter McConnell, permettant de synchroniser les pistes audio avec les événements se déroulant dans le jeu. Ainsi, la musique du jeu s’adapte en fonction des environnements ou des situations dans lesquelles se trouve le joueur, le passage d’une piste audio à une autre se faisant de manière logique, à la manière d'une bande-son cinématographique. Le thème musical de la ville de Woodtick varie par exemple en fonction de l’endroit où se trouve le joueur et des personnages qu’il rencontre, chaque variation introduisant de nouvelles mélodies et de nouveaux instruments au thème principal ou changeant complètement les arrangements de celui-ci,.
Ce système est depuis utilisé dans tous les jeux d'aventure développés par LucasArts ainsi que dans d'autres titres du studio comme Star Wars: X-Wing,.

### Thème musical
Le thème musical du jeu, le « reggae pirate », a été composé par Michael Land, Peter McConnell et Clint Bajakian au format MIDI. D'après Peter, les trois compositeurs ont collaboré étroitement sur l'écriture de la musique du jeu. Pour certains thèmes — comme celui de « Largo » — ils se sont ainsi partagé le travail, chacun d'eux en écrivant une partie différente,.

## Versions

### Monkey Island 2: LeChuck's Revenge
La version PC du jeu, fonctionnant sous DOS, est publiée aux États-Unis et en Europe par LucasArts en décembre 1991 et n'est alors disponible que sur disquette. Celle-ci est basée sur le standard graphique VGA qui permet un affichage en 256 couleurs avec une résolution de 320x200 et supporte les cartes son Sound Blaster, Roland MT-32, Adlib et Sound Master II,. Cette version est republiée sur CD-ROM en 1992. La même année, le jeu est également publié sur Amiga et Macintosh,. Bien que strictement identique à la version PC, la version Amiga ne permet qu'un affichage en 32 couleurs. De son côté, la version Macintosh offre la possibilité de réduire la fenêtre du jeu pour améliorer la finesse des graphismes. Une version FM Towns du jeu est aussi publiée au Japon en 1994. C’est le dernier titre développé par LucasArts à être publié sur cette plate-forme. Fin 1992, le jeu a également bénéficié d’une adaptation en français. Les versions PC et Amiga ont été traduites en français. Les exemplaires comprennent la boite, la notice, la carte de référence, la roue des codes et les disquettes de jeu.
Des versions Atari ST et Mega-CD étaient initialement prévues mais celles-ci sont finalement annulées.
La version CD-ROM est republiée en 1997 dans un coffret intitulé The Monkey Island Bounty Pack, regroupant les trois premiers jeux de la série.

### Special Edition

Logo de Monkey Island 2: LeChuck's Revenge Special Edition.

Le producteur de LucasArts, Craig Derrick, et son équipe décident de développer des remakes des premiers épisodes de la série en 2008. Après des recherches sur l’univers de Monkey Island, ils ont en effet l’idée de créer quelque chose de nouveau tout en restant fidèle au jeu original. Les développeurs essayent donc de respecter au maximum la conception de la version originale, les changements apportés ne devant pas modifier l’ambiance du jeu. Dans cette optique, l’équipe se focalise sur les détails en ajoutant par exemple des éléments dans les arrière-plans. D’après Craig Derrick, l’interface du jeu s’inspire de celle de The Curse of Monkey Island et donne au joueur la possibilité de contrôler directement le héros avec un stick analogique. Pour le doublage, l’équipe de développement a fait appel à des acteurs ayant déjà travaillé sur des épisodes de la série comme Dominic Armato pour la voix de Guybrush ou Earl Boen pour celle de LeChuck. Le développement de l’édition spéciale de LeChuck's Revenge est confirmé par LucasArts en octobre 2010 en présence des trois créateurs du jeu original : Ron Gilbert, Tim Schafer et Dave Grossman. Pour cette nouvelle version, les trois développeurs ont en effet enregistré une série de commentaires audio éclairant le joueur sur le développement du jeu original. Ces commentaires peuvent être activés à différents moments du jeu, la silhouette des développeurs s’affichant alors en surimpression comme dans Mystery Science Theater 3000,.
L’édition spéciale de LeChuck's Revenge est finalement publiée le 7 juillet 2010 sur PlayStation 3, iPhone, iPod touch, iPad, Windows et Xbox 360. Comme celle de The Secret of Monkey Island, elle n’est disponible qu’en téléchargement et dispose d’un nouvel aspect visuel, d’une bande son remastérisée et de nouveaux doublages. Le joueur a toujours la possibilité de basculer à tout moment entre la version Special Edition et la version classique permettant de jouer avec les graphismes et la bande son du jeu original. En plus des commentaires audio des développeurs, les développeurs ont inclus dans le jeu une galerie d’artwork et un nouveau système d’aide.

## Accueil

### Monkey Island 2: LeChuck's Revenge
| Monkey Island 2: LeChuck's Revenge |      |       |
| Média                              | Nat. | Notes |
| Sur PC (1990)                      |      |       |
| ACE                                | GB   | 95 %  |
| Computer and Video Games           | GB   | 96 %  |
| Gen4                               | FR   | 96 %  |
| Joystick                           | FR   | 94 %  |
| Tilt                               | FR   | 18/20 |
| Zero                               | GB   | 95 %  |
| Sur Amiga (1991)                   |      |       |
| Amiga Power                        | GB   | 90 %  |
| Amiga Action                       | GB   | 95 %  |
| Amiga Computing                    | GB   | 95 %  |
| The One                            | GB   | 94 %  |

#### Critiques
À sa sortie, la version PC de LeChuck's Revenge est très bien accueilli par la presse spécialisée. Ainsi, la critique du magazine Génération 4 juge que les graphismes en VGA et 256 couleurs du jeu sont sublimes et que celui-ci est doté d'une bande originale variée, d'effets sonores réussis, de dialogues sublimes et d'une jouabilité parfaite. Le test note notamment que le jeu est plus long que The Secret of Monkey Island et que le joueur n'a jamais l'impression d'être bloqué puisqu'il peut se déplacer librement entre les îles. La critique résume le jeu comme étant « passionnant, original, drôle, prenant et accessible » et conclut que celui-ci est le meilleur jeu d'aventure conçu jusqu'alors sur PC. Le test du magazine Joystick décrit également le jeu comme étant impeccable — aussi bien d'un point de vue artistique que technique — et comme étant « rapide, fluide et très vivant ». Le testeur ajoute que sa musique reggae et ses bruitages comiques collent bien à l'ambiance du jeu, la critique mettant également en avant le niveau de détail des arrière-plans ainsi que les effets d'éclairages et de reflets. Dans le mensuel Tilt, la critique note qu'il est le premier jeu à bénéficier du système iMUSE permettant de faire coller en permanence la bande son au déroulement de l'intrigue. Le test juge ce procédé génial et explique qu'il prend sa véritable dimension avec une carte son. L'utilisation de dessins scannés et retravaillés pour les arrière-plans est jugée comme une réussite, la critique trouvant le résultat « somptueux », mais d'après le test, les animations n'ont rien d'extraordinaire. Le test note également l’ergonomie impeccable du jeu et conclut qu'il rejoindra sans doute les standards du genre. D'après la critique de Computer and Video Games, cette suite parvient à surpasser son prédécesseur dans tous les domaines alors même que celui-ci était à l'époque considéré comme le jeu d'aventure ultime. Le magazine souligne entre autres la nouvelle option permettant de sélectionner le niveau de difficulté du jeu et positionne celui-ci pour le titre de meilleur jeu de l'année. Le magazine ACE juge que le jeu est « impeccablement réalisé, très bien écrit et très marrant » et note que celui-ci est déjà un classique et une référence du genre.

#### Rétrospectives
Depuis sa sortie, LeChuck's Revenge apparaît régulièrement dans divers classements publiés par la presse spécialisée. Le magazine Computer Gaming World le désigne ainsi meilleur jeu d'aventure de l'année en 1992. D'après la rédaction du magazine, celui-ci s'est en effet démarqué de la concurrence (pourtant abondante à l'époque) grâce à un humour ravageur, à des puzzles stimulants et à des graphismes éblouissant basés sur l'utilisation d'un nouveau procédé de numérisation. En novembre 1996, le même magazine le place également à la 74e position dans son classement des 150 meilleurs jeux de tous les temps. En 2002 le site Gamers Europe intègre le jeu dans son Hall of Fame. En 2004, le site Adventure Gamers le classe 18e de son classement des meilleurs jeux d’aventure et le décrit comme un digne successeur de The Secret of Monkey Island. La rétrospective met notamment en avant la durée de vie « parfaite » du jeu ainsi que la progression non-linéaire de l'aventure. L'auteur du classement juge néanmoins la fin du jeu décevante. Dans un classement identique publié en 2011, le jeu est classé en huitième position, la rétrospective expliquant qu'il est meilleur que son prédécesseur dans quasiment tous les domaines et qu'en dehors d'une fin controversée, le jeu est simplement fantastique. Enfin, le site IGN le place en sixième position dans sa liste des dix meilleurs titres d’aventure développés par LucasArts. Le jeu est également cité dans le livre Les 1001 jeux vidéo auxquels il faut avoir joué dans sa vie de Tony Mott qui le décrit comme un jeu de réflexion « fascinant » même s'il n'est pas aussi mémorable que son prédécesseur.

#### Ventes
Au total, le jeu se serait vendu à plus de 500 000 exemplaires.

### Special Edition
| Special Edition       |      |         |
| Média                 | Nat. | Notes   |
| Adventure Gamers      | US   | 4.5/5   |
| GamesRadar+           | US   | 4/5     |
| Game Informer         | US   | 83 %    |
| Game Revolution       | US   | A-      |
| Gamekult              | FR   | 80 %    |
| GameSpot              | US   | 80 %    |
| IGN                   | US   | 89 %    |
| Jeuxvideo.com         | FR   | 90 %    |
| Compilations de notes |      |         |
| Metacritic            | US   | 87 %    |
| GameRankings          | US   | 87,58 % |

Comme la version originale, Monkey Island 2 Special Edition: LeChuck's Revenge est bien accueilli par la presse spécialisée. Ainsi, la critique du site GameSpot fait l'éloge des améliorations apportées à l'aspect visuel, au doublage et à la bande son du jeu, notant qu'ils sont fidèles à ceux du jeu original tout en ayant leurs propres charmes. Le test salue également les nouvelles possibilités de l'interface du jeu ainsi que les nouvelles options permettant par exemple de régler la difficulté du jeu ou d'écouter les commentaires de Ron Gilbert, Tim Schafer et Dave Grossman sur la création de celui-ci. Le site IGN considère également que l'aspect visuel et les effets sonores sont réussis. La critique n'est par contre pas convaincue par le rendu et le doublage de certains personnages mais note que si le joueur n'apprécie pas certains aspects de la nouvelle version, il peut les désactiver et jouer avec les graphismes ou les effets sonores du jeu original. D'après le test de Gamekult, le jeu reprend les recettes qui ont fait le succès de The Secret of Monkey Island: Special Edition en les améliorant, l'aspect de certains personnages étant par exemple plus fidèle à la version originale et l'interface ayant été intelligemment remaniée. La critique conclut que compte tenu de son prix, les joueurs auraient tort de se priver de rejouer à ce « chef-d’œuvre ».
En 2012, le site du Time inclut la version iPad du jeu à sa liste (non classée) des 25 meilleurs jeux disponibles sur cette plate-forme.

## Postérité
Bien que Ron Gilbert quitte le studio en 1992, LucasArts continue à développer de nouveaux jeux d’aventure. Ainsi, peu après la sortie du jeu, LucasArts propose à Dave Grossman et à Tim Schafer de superviser le développement d’une suite à Maniac Mansion. Intitulé Day of The Tentacle, cette dernière est publiée en 1993. En parallèle, l’équipe de développement de Indiana Jones and the Fate of Atlantis commence à travailler sur un nouveau projet, baptisé Sam and Max, qui est publié la même année,. Le studio continue également de développer la série Monkey Island. Le développement d’une première suite est ainsi confié aux créateurs de Full Throttle, Jonathan Ackley et Larry Ahern. Ce troisième volet, intitulée The Curse of Monkey Island, est publié en 1997 par LucasArts et bénéficie d’un nouveau moteur de jeu. Le développement d’une nouvelle suite, qui utilise le moteur 3D de Grim Fandango, est ensuite confié à Sean Clark et Michael Stemmle, deux des concepteurs de Sam and Max. Ce quatrième épisode, intitulée Escape from Monkey Island, est publié en 2000 également par LucasArts. En 2004, LucasArts abandonne les jeux d’aventures et la série est mise en suspens. En 2009, le studio Telltale Games parvient néanmoins à un accord avec LucasArts et débute la création d’une nouvelle suite sous la direction de Dave Grossman. Baptisé Tales of Monkey Island, cette dernière est publiée en 2009 sous la forme de cinq épisodes distincts.